# مرلي راندال
مرلي راندال (بالإنجليزية: Merle Randall)‏ هو كيميائي أمريكي، ولد في 29 يناير 1888، وتوفي في 17 مارس 1950.